# Ramsarská úmluva
Ramsarská úmluva, celým názvem Úmluva o mokřadech majících mezinárodní význam především jako biotopy vodního ptactva (francouzsky Convention de Ramsar, anglicky The Ramsar Convention on Wetlands), je smlouva, která byla uzavřena 2. února roku 1971 v Rámsaru v Íránu. Slouží k ochraně mokřadů, které jsou mezinárodně významné pro ochranu ptactva. Mokřadům, kterých se smlouva týká, se říká ramsarské.

## Mokřady na Zemi
Smlouva – úmluva zavazuje členské země vyhlásit na svém území alespoň jeden mokřad, který lze zařadit do mezinárodního seznamu mokřadů a také mu věnovat dostatečnou míru ochrany. V roce 2012 tento dokument podepsalo 160 států světa. Den 2. únor (den založení) je připomínán jako Světový den mokřadů.
Ramsarskými mokřady se v současnosti označuje 1801 mokřadů s celkovou rozlohou okolo 1 630 000 km². Nejvíce – 166 – jich je ve Spojeném království. Státem s největší celkovou rozlohou ramsarských mokřadů je Kanada, kde mají dohromady 130 000 km², přičemž skoro polovinu tvoří na samém severu záliv královny Maud s rozlohou 62 800 km².
Úmluva upřesňuje ochranu území z hledisek botanických, ekologických, zoologických a hydrologických. Vody na území mokřadů mohou být trvalé či dočasné, přirozené i umělé, stojaté i tekoucí, sladké i mořské slané a to s maximální hloubkou 6 metrů.

## Úmluva v České republice

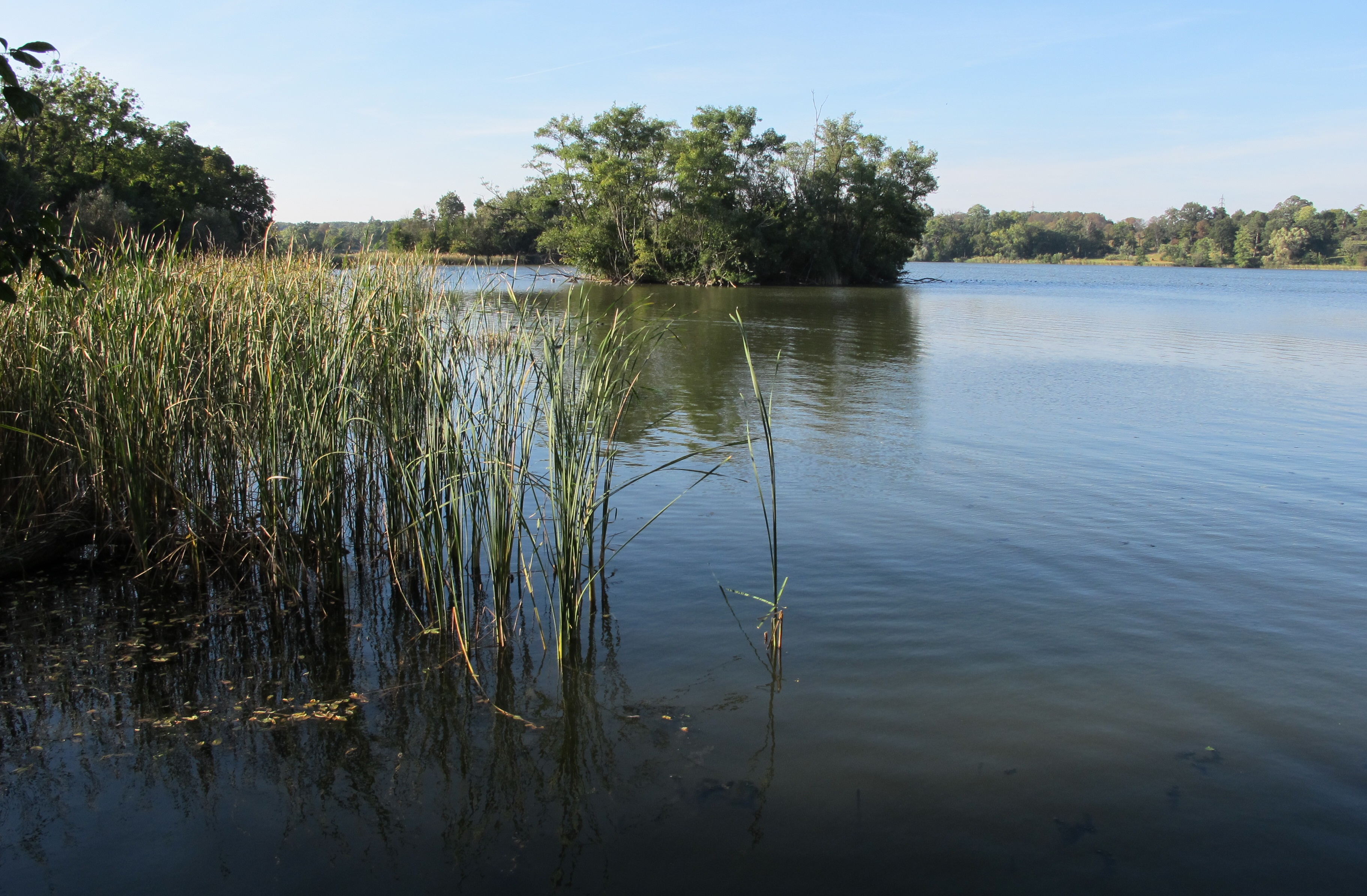
RS 4 Lednické rybníky

Po vzniku samostatné České republiky byl ustaven v roce 1993 Český ramsarský výbor. Zákon o přistoupení k celosvětové Ramsarské úmluvě přijala Česká a Slovenská Federativní republika 2. února 1990. Na území České republiky je vyhlášeno 14 významných mokřadů, první jsou ještě z období Československa.
V roce 1990
- RS1: Šumavská rašeliniště – 10 225 ha[4]
- RS2: Třeboňské rybníky – 10 165 ha
- RS3: Novozámecký a Břehyňský rybník – 923 ha[5]
- RS4: Lednické rybníky – 650 ha

V roce 1993

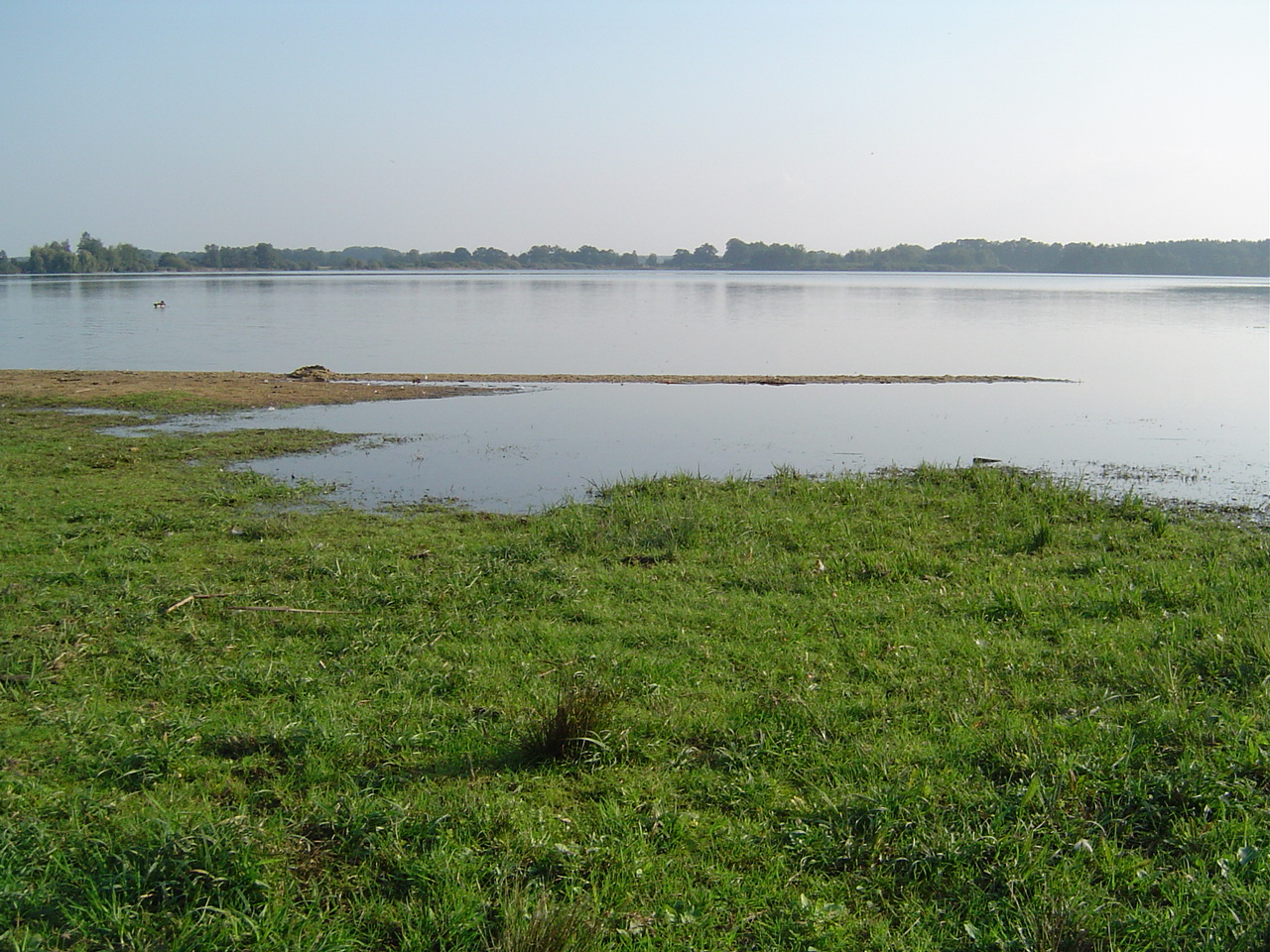
Svět - RS2 Třeboňské rybníky

- RS5: Litovelské Pomoraví – 5122 ha
- RS6: Poodří – 5450 ha
- RS7: Krkonošská rašeliniště – 230 ha
- RS8: Třeboňská rašeliniště – 1100 ha
- RS9: Mokřady dolního Podyjí – 11525 ha

V roce 1997
- RS10: Mokřady Liběchovky a Pšovky – 350 ha

V roce 2004
- RS11: Podzemní Punkva – 1571 ha

V roce 2006
- RS12: Krušnohorská rašeliniště – 11224 ha

V roce 2012
- RS13: Horní Jizera – 2303 ha
- RS14: Pramenné vývěry a rašeliniště Slavkovského lesa – 3223 ha

V odborném českém tisku je pojem Ramsarská úmluva označován zkratkou RAMSAR.

## Slovensko
Na Slovensku je evidováno těchto třináct mokřadů mezinárodního významu, které jsou zapsány jako ramsarské lokality (v závorce datum zápisu): Parížske močiare (2. 7. 1990), Senianske rybníky (2. 7. 1990), Šúr (2. 7 . 1990), Dunajské luhy (26. 5. 1993), Latorica (26. 5. 1993), Niva Moravy (26. 5. 1993), Alúvium Rudavy (17. 2. 1998), Mokřady Oravské kotliny (17. 2 . 1998), Mokřady Turce (17. 2. 1998), Poiplie (17. 2. 1998), Řeka Orava a její přítoky (17. 2. 1998), Domica (2. 2. 2001), Tisa (4. 12 . 2004).

## Rusko
Koncem července 2025 ruská Duma jednomyslně schválila zákon o vypovězení Ramsarské úmluvy.